# Effectiviteit
Een (voorgenomen) handelwijze is effectief of doeltreffend als de betreffende inspanningen en uitgaven daadwerkelijk bijdragen aan de realisatie van het beoogde doel. In feite wordt dus het effect gemeten van een bepaalde handeling. 
In de beoordeling van projecten en programma's is effectiviteit de eerste eis; efficiëntie is dan de volgende eis.
Effectiviteit wordt soms uitgedrukt via de volgende wetmatigheid:
effectiviteit = inhoud × acceptatie (E = I × A). Soms wordt in plaats van inhoud ook kwaliteit gebruikt.